# Ctenus polli
Ctenus polli este o specie de păianjeni din genul Ctenus, familia Ctenidae, descrisă de Hasselt, 1893. Conform Catalogue of Life specia Ctenus polli nu are subspecii cunoscute.